# Areatangens hyperbolicus und Areakotangens hyperbolicus
Areatangens hyperbolicus und Areakotangens hyperbolicus sind die Umkehrfunktionen von Tangens hyperbolicus und Kotangens hyperbolicus und damit Area-Funktionen.
Schreibweisen:
{\displaystyle y=\operatorname {artanh} (x)=\tanh ^{-1}(x)}
{\displaystyle y=\operatorname {arcoth} (x)=\coth ^{-1}(x)}
Letztere wird seltener benutzt, um die Verwechslung mit dem Kehrwert des hyperbolischen (Ko-)Tangens zu vermeiden. Es gilt:
{\displaystyle \operatorname {artanh} (x)=\tanh ^{-1}(x)\not =\tanh(x)^{-1}={\frac {1}{\tanh(x)}}}
Oft werden genau bei der Umkehrfunktion auch Spitzklammern um die Minus Eins geschrieben, um diese Verwechselung zu verhindern.

## Definitionen

### Infinitesimalanalytische Definition
Areatangens hyperbolicus:
{\displaystyle \operatorname {artanh} (x):={\frac {1}{2}}\ln \left({\frac {1+x}{1-x}}\right)\quad \mathrm {f{\ddot {u}}r} \quad |x|<1}
Areakotangens hyperbolicus:
{\displaystyle \operatorname {arcoth} (x):={\frac {1}{2}}\ln \left({\frac {x+1}{x-1}}\right)\quad \mathrm {f{\ddot {u}}r} \quad |x|>1}

### Geometrische Definitionen
Geometrisch lässt sich der Areatangens hyperbolicus durch die Fläche in der Ebene darstellen, welche die Verbindungsstrecke zwischen dem Koordinatenursprung {\displaystyle (x,y)=(0,0)} und der Hyperbel {\displaystyle x^{2}-y^{2}=1} überstreicht: Es seien {\displaystyle (x,-y)=\left(x,-{\sqrt {x^{2}-1}}\right)} und {\displaystyle (x,y)=\left(x,+{\sqrt {x^{2}-1}}\right)} Start- und Endpunkt auf der Hyperbel, dann wird von der Verbindungsstrecke die Fläche {\displaystyle A=\operatorname {artanh} \left({\frac {y}{x}}\right)} überstrichen.

## Eigenschaften
|  |  |

|                    | Areatangens hyperbolicus | Areakotangens hyperbolicus                                          |
| ------------------ | --- | ------------------------------------------------------------------- |
| Definitionsbereich | {\displaystyle -1<x<1} | {\displaystyle -\infty <x<-1} {\displaystyle 1<x<\infty }           |
| Wertebereich       | {\displaystyle -\infty <f(x)<\infty }                                                                                              | {\displaystyle -\infty <f(x)<\infty ;\;f(x)\neq 0}                  |
| Periodizität       | keine | keine                                                               |
| Monotonie          | streng monoton steigend | keine                                                               |
| Symmetrien         | ungerade Funktion: {\displaystyle f(-x)=-f(x)}                                                                                     | ungerade Funktion: {\displaystyle f(-x)=-f(x)}                      |
| Asymptoten         | {\displaystyle x=1\colon \,f(x)\to \infty {\text{ für }}x\to 1} {\displaystyle x=-1\colon \,f(x)\to -\infty {\text{ für }}x\to -1} | {\displaystyle y=0\colon \,f(x)\to 0{\text{ für }}x\to \pm \infty } |
| Nullstellen        | {\displaystyle x=0} | keine                                                               |
| Sprungstellen      | keine | keine                                                               |
| Polstellen         | {\displaystyle x=\pm 1} | {\displaystyle x=\pm 1}                                             |
| Extrema            | keine | keine                                                               |
| Wendepunkte        | {\displaystyle x=0} | keine                                                               |

## Reihenentwicklungen
Taylor- und Laurent-Reihen der beiden Funktionen sind
{\displaystyle {\begin{alignedat}{2}\operatorname {artanh} (x)&=\sum _{k=0}^{\infty }{\frac {x^{2k+1}}{2k+1}}&&=x+{\frac {1}{3}}x^{3}+{\frac {1}{5}}x^{5}+{\frac {1}{7}}x^{7}+\dotsb &{}\\\operatorname {arcoth} (x)&=\sum _{k=1}^{\infty }{\frac {x^{-(2k-1)}}{2k-1}}&&=x^{-1}+{\frac {1}{3}}x^{-3}+{\frac {1}{5}}x^{-5}+{\frac {1}{7}}x^{-7}+\dotsb &{}\\&=\sum _{k=0}^{\infty }{\frac {1}{(2k+1)\cdot x^{2k+1}}}&&={\frac {1}{x}}+{\frac {1}{3x^{3}}}+{\frac {1}{5x^{5}}}+{\frac {1}{7x^{7}}}+\dotsb &{}\end{alignedat}}}

## Ableitungen
{\displaystyle {\frac {\mathrm {d} }{\mathrm {d} x}}\operatorname {artanh} (x)={\frac {1}{1-x^{2}}}\,;\quad |x|<1}
{\displaystyle {\frac {\mathrm {d} }{\mathrm {d} x}}\operatorname {arcoth} (x)={\frac {1}{1-x^{2}}}\,;\quad |x|>1}

## Integrale

### Reguläre Areafunktionen artanh und arcoth
Die Stammfunktionen von Areatangens hyperbolicus und Areakotangens hyperbolicus lauten:
{\displaystyle \int \operatorname {artanh} (x)\,\mathrm {d} x=x\cdot \operatorname {artanh} (x)+{\frac {1}{2}}\ln \left(1-x^{2}\right)+C}
{\displaystyle \int \operatorname {arcoth} (x)\,\mathrm {d} x=x\cdot \operatorname {arcoth} (x)+{\frac {1}{2}}\ln \left(x^{2}-1\right)+C}

### Kardinalische Areafunktionen
Weder der kardinalische Areatangens hyperbolicus noch sein Kehrwert sind mit elementaren Stammfunktionen integrierbar.
Aber die Integrale von Null bis Eins des kardinalischen Areatangens hyperbolicus sowie vom Kehrwert dieser Funktion sind beide elementar darstellbar.
Die Ursprungsstammfunktion des Areatangens hyperbolicus cardinalis ist die Legendresche Chifunktion zum Index Zwei:
{\displaystyle {\frac {\mathrm {d} }{\mathrm {d} x}}\chi _{2}(x)={\frac {1}{x}}\operatorname {artanh} (x)}
{\displaystyle \int _{0}^{x}{\frac {1}{y}}\operatorname {artanh} (y)\,\mathrm {d} y=\chi _{2}(x)=\int _{0}^{1}{\frac {\arcsin(xz)}{\sqrt {1-z^{2}}}}\,\mathrm {d} z}
{\displaystyle \int _{0}^{x}{\frac {\operatorname {artanh} (y)}{y{\sqrt {1-y^{2}}}}}\,\mathrm {d} y=2\,\chi _{2}{\biggl (}{\frac {x}{1+{\sqrt {1-x^{2}}}}}{\biggr )}}
Mit dem Kürzel {\displaystyle \arcsin } wird der Arkussinus dargestellt.

### Beispielwerte
Beispielsweise gelten diese Werte:
{\displaystyle \int _{0}^{1}{\frac {1}{x}}\operatorname {artanh} (x)\,\mathrm {d} x={\frac {\pi ^{2}}{8}}}
{\displaystyle \int _{0}^{1}{\frac {\operatorname {artanh} (x)}{x{\sqrt {1-x^{2}}}}}\,\mathrm {d} x={\frac {\pi ^{2}}{4}}}
Wenn der Kehrwert des Areatangens hyperbolicus cardinalis von Null bis Eins integriert wird, dann entsteht das Siebenfache der Apéry-Konstante dividiert durch das Quadrat der Kreiszahl:
{\displaystyle \int _{0}^{1}{\frac {x}{\operatorname {artanh} (x)}}\,\mathrm {d} x={\frac {7\,\zeta (3)}{\pi ^{2}}}}
Wenn der Kehrwert des Areatangens hyperbolicus cardinalis durch die pythagoräische Gegenstückfunktion geteilt wird, dann entsteht das Vierfache der Catalan-Konstante dividiert durch die Kreiszahl:
{\displaystyle \int _{0}^{1}{\frac {x}{{\sqrt {1-x^{2}}}\,\operatorname {artanh} (x)}}\,\mathrm {d} x={\frac {4\,G}{\pi }}}
Wenn der Kehrwert vom Quadrat des Areatangens hyperbolicus cardinalis von Null bis Eins integriert wird, dann entsteht folgender Wert:
{\displaystyle \int _{0}^{1}{\frac {x^{2}}{\operatorname {artanh} (x)^{2}}}\,\mathrm {d} x={\frac {1}{3\,\pi ^{4}}}{\bigl [}372\,\zeta (5)-14\,\pi ^{2}\zeta (3){\bigr ]}}

## Additionstheoreme
{\displaystyle \operatorname {artanh} (x)\pm \operatorname {artanh} (y)=\operatorname {artanh} \left({\frac {x\pm y}{1\pm xy}}\ \right)}
{\displaystyle \operatorname {arcoth} (x)\pm \operatorname {arcoth} (y)=\operatorname {arcoth} \left({\frac {1\pm xy}{x\pm y}}\ \right)}

## Umrechnung und Beziehungen zu anderen trigonometrischen Funktionen
{\displaystyle \operatorname {artanh} (z)={\frac {1}{i}}\arctan(iz)}
{\displaystyle \operatorname {arcoth} (z)={\frac {1}{i}}\operatorname {arccot}(-iz)}
{\displaystyle \operatorname {artanh} (x)=\operatorname {arcoth} \left({\frac {1}{x}}\right)\quad |x|<1}
{\displaystyle \operatorname {arcoth} (x)=\operatorname {artanh} \left({\frac {1}{x}}\right)\quad |x|>1}